# پری ساترن
پری ساترن (انگلیسی: Perry Saturn؛ زادهٔ ۲۵ اکتبر ۱۹۶۶) کشتی‌گیر کشتی حرفه‌ای اهل ایالات متحده آمریکا است.